# Gornji Lučani
Gornji Lučani är en ort i Bosnien och Hercegovina.   Den ligger i entiteten Federationen Bosnien och Hercegovina, i den centrala delen av landet, 40 km nordväst om huvudstaden Sarajevo. Gornji Lučani ligger 459 meter över havet och antalet invånare är 374.
Terrängen runt Gornji Lučani är kuperad. Runt Gornji Lučani är det ganska tätbefolkat, med 93 invånare per kvadratkilometer.. Närmaste större samhälle är Zenica, 9,8 km nordväst om Gornji Lučani.
I omgivningarna runt Gornji Lučani växer i huvudsak lövfällande lövskog.